# John Ørsted Hansen
John Ørsted Hansen, né le 8 octobre 1938 à Copenhague et mort le 29 août 2022, est un rameur d'aviron danois.

## Carrière
John Ørsted Hansen remporte la médaille d'or de quatre sans barreur aux Jeux olympiques d'été de 1964 à Tokyo et la médaille d'argent de la même épreuve aux Championnats d'Europe d'aviron 1964 à Amsterdam.